# Собаки, вы хотите жить вечно?
«Собаки, вы хотите жить вечно?» (нем. Hunde, wollt ihr ewig leben) — кинофильм режиссёра Франка Висбара, снятый в 1959 году. Экранизация романа Фрица Вёсса (в русском переводе — «Вечно жить захотели, собаки?»). Название романа и фильма происходит от презрительной фразы, которую Фридрих II Великий бросил своим гренадерам, когда те дрогнули в битве под Колином в 1757 году.

## Сюжет
Фильм повествует о разгроме немецкой 6-й армии генерала Паулюса под Сталинградом. Молодой лейтенант Виссе (Иоахим Ханзен), выписавшись из госпиталя в Харькове, направляется в качестве офицера связи в румынскую армию генерала Кодряну. Вскоре в результате наступления советских войск вся группировка немцев оказывается в котле. Снабжение организовано очень плохо, солдаты страдают от недоедания и холода. Из-за нерешительности командования план прорыва также терпит поражение. Через некоторое время Виссе отправляют в Сталинград, на передовую…

## В ролях
- Иоахим Ханзен — обер-лейтенант Виссе
- Эрнст Вильгельм Борхерт — генерал Фридрих Паулюс
- Вольфганг Прайс — майор Линкман
- Карл Ланге — генерал фон Зейдлитц
- Хорст Франк — фельдфебель Бёзе
- Петер Карстен — обер-ефрейтор Крамер
- Рихард Мюнх — оберст-лейтенант Кессельбах
- Гюнтер Пфицман — вахмистр Куновски
- Соня Циман — Катя
- Гуннар Мёллер — лейтенант Фурманн
- Пауль Хофман — генерал Кодряну
- Карл Джон — генерал Гот

## Награды
- 1959 год — Премия «German Film Awards»
  - Лучший фильм
  - Лучшая режиссура — Франк Висбар
  - Лучшая работа художника — Вальтер Хааг